# حمام سيبة
حمام سيبة  ( بالفارسية: حمام سیبه کوخرد)، (گرمابه‌ی سيبه)، حمام تاريخي يقع في ناحية كوخرد في مقاطعة بستك في غرب محافظة هرمزگان في جنوب إيران. رغم كونها واحدة من سمات عصر مضي منذ سنوات طويلة، إلا ان عدداً من الحمامات الشعبية في بستك لا يزال يحمل نبضاً حياً على البقاء على قيد الحياة، الفترة الزمنية التي عرفت فيها ناحية كوخرد الحمامات الشعبية، البعض يرجعها إلى عهد الساسانيين، حيث يقولون إنهم أنشؤوا حمامات وأماكن الاستجمام في المنطقة، وكانوا يطلقون عليها اسم «الطبيب الأبكم» لوجود بعض المعالجين الذين كانوا يعملون بها مستخدمين الأعشاب الطبية وبعض الزيوت العطرية لعلاج المفاصل، والالتهابات وبعض امراض الجلد، ولكنهم لم يكونوا من المتحدثين كانوا فقط يعالجون المرضي من دون كلام. ويرجع السبب في إنشاء هذه الحمامات قديماً، إلى أن التجار كانوا يسافرون عن طريق البحر والصحراء مسافات طويلة ومتعبة، ولذلك كان الذهاب إلى هذه الحمامات من أجل الاسترخاء والتخلص من عناء ومشقة السفر حتى ذاع صيت تلك الحمامات التي باتت ملتقى الحكام والتجار وعامة الشعب على حد سواء.

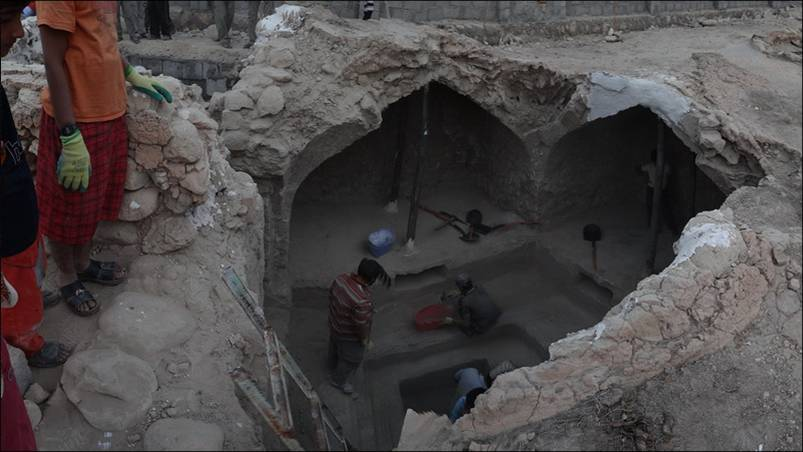
آثار حمام سیبه كوخرد

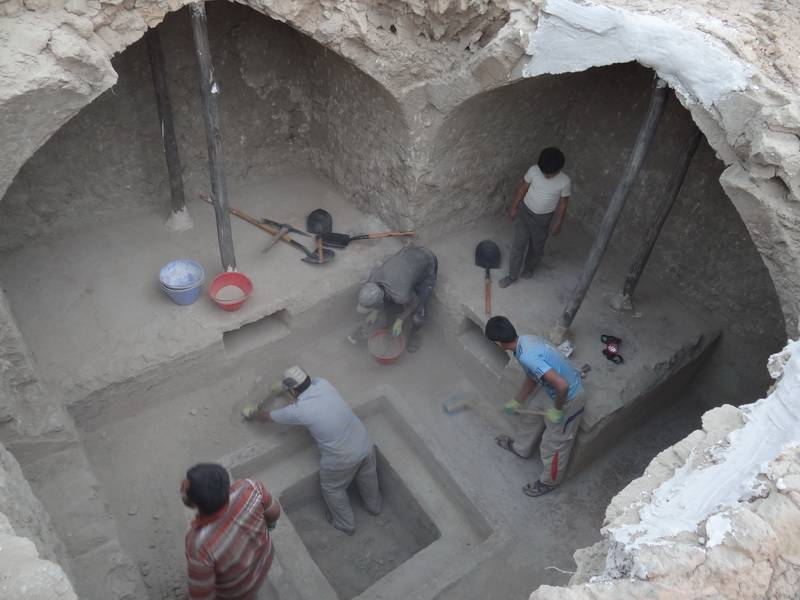
آثار حمام سیبه كوخرد

## موقع الحمام
يقع  حمام سیبه  في تلة مرتفعة متوسطة واحة النخيل، وبجوار جليب (بئر مائي معروف)، كان الحمام عبارة عن مبنى دائري الشكل تقريباً يبلغ واجهتها الجنوبية حوالي 5.5 م في حين يبلغ الواجهة الشرقية لها حوالي 7 أمتار، ويعود تاريخ بناء حمام سيبه إلى عهد الساساني.
و يقع الحمام في الضلع الجنوب الغربي لقرية كوخرد، حيث واحات النخيل، على مقربة آثار قلعة سيبة، وتبعد عن ناحية كوخرد حوالي 1000 متر.

## معرض الصور

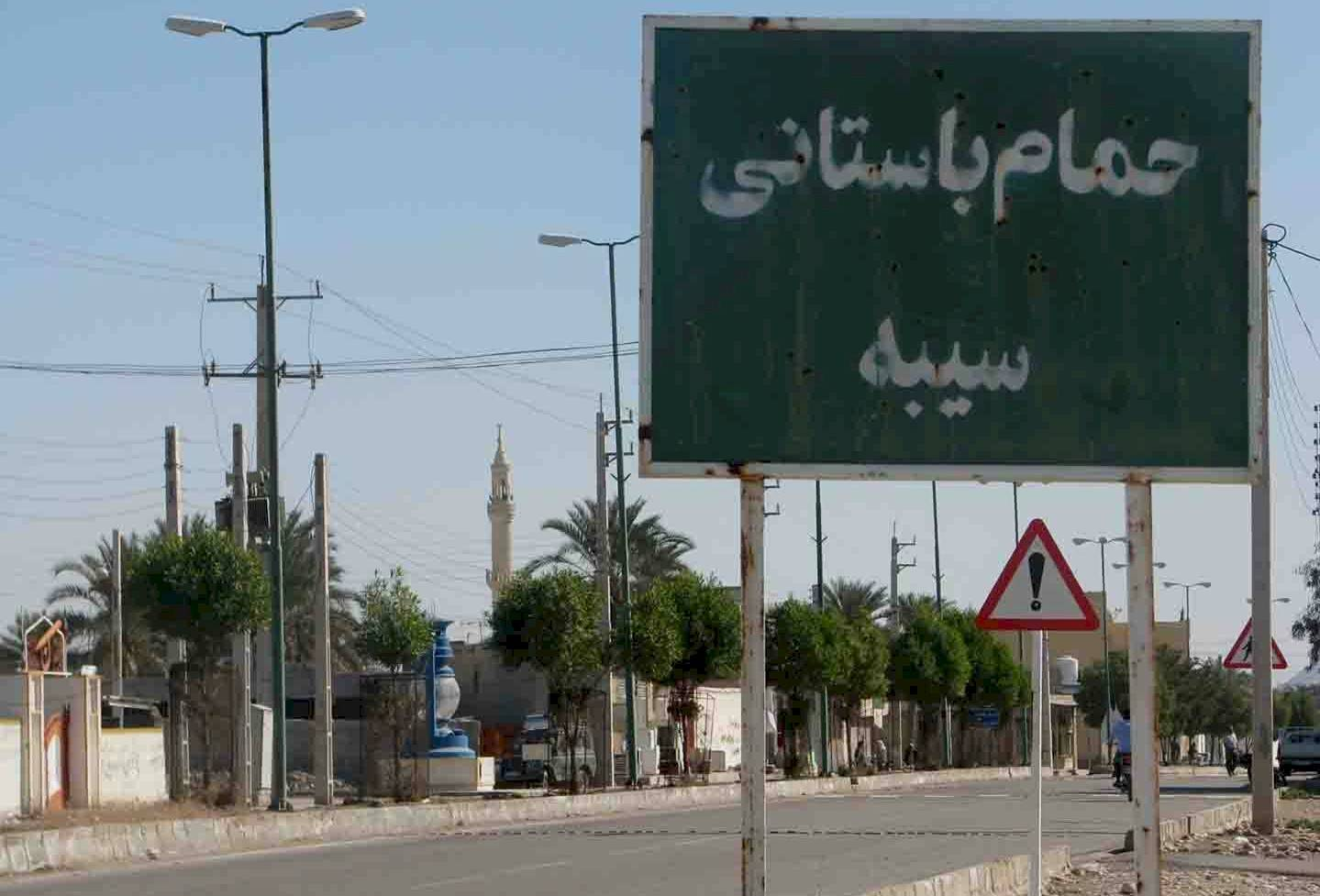
حمام سیبه كوخرد
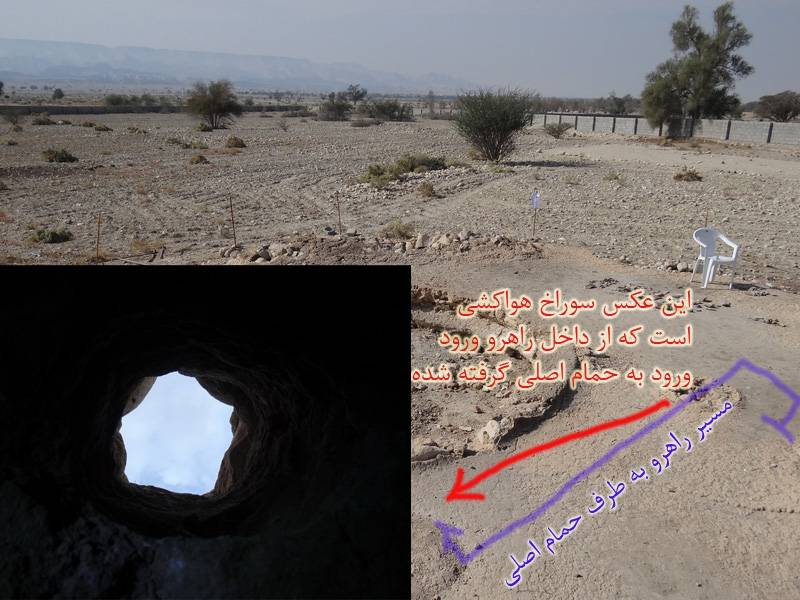
حمام سیبه كوخرد

## وصلات خارجية
- التقسيمات الادارية لمحافظة هرمزگان